# 联合国安全理事会第1970号决议
《联合国安理会1970号决议》是联合国安理会在2011年2月26日通过的一个决议，对发生在利比亚的混乱局势表示严重关切。決議认为目前在利比亚发生的针对平民人口的大规模、有系统的攻击可构成危害人类罪，并要追究那些袭击平民事件的负责者的责任。同时对利比亚实施武器禁运和旅行禁令，对格達費及其儿子的资产进行冻结。
此外，這也是聯合國安全理事會有史以來首次理事國一致通過關於交送至國際刑事法院的決議。

## 参看
- 联合国安理会1973号决议